# Forss & Son
Forss & Son var en svensk byggentreprenör och ett familjeföretag med säte i Stockholm som var verksam mellan 1916 och 1976.

## Historik
| Viktor Forss (far) |  | Erik Forss (son) |
| Viktor Forss (far) |  | Erik Forss (son) |

Firman grundades 1916 som Byggnadsfirman Kindblom & Forss av murmästarna Viktor Forss (1882-1934) och John Erik Ivar Kindblom (1888-1952). Både hade redan tidigare varit verksamma i Stockholm och tillsammans utförde de ett 60-tal ny- och ombyggnader, bland annat Västerledskyrkan i Bromma. 1934 lämnade Kindblom den gemensamma firman och fortsatte sedan under några år med egen byggnadsverksamhet. I samband med att Kindblom lämnade företaget namnändrades firman till Forss & Son Byggnads AB.
Samma år avled Viktor Forss och hans son Erik Forss (1904-1964) övertog då ledningen. Under hans tid utvecklades entreprenadverksamheten och omfattade större bostadskomplex, kontorshus och skolor. Bland uppdragsgivarna fanns AB Familjebostäder och Stockholms folkskoledirektion. Som egen byggherre producerade och förvaltade Forss & Son även ett stort antal affärs- och kontorsfastigheter. 
Efter att Erik Forss avled 1964 tillträdde dennes son Wictor Forss (född 1939) som verkställande direktör. Under Wictor Forss tid uppfördes bostads- och kontorshus, skolor och industribyggnader bland annat en omfattande om- och tillbyggnad av Mörby Centrum. 1976 bytte företaget namn till Förvaltnings AB Forsen och byggverksamheten upphörde. Därefter ägnade man sig åt förvaltning, investment och oljeprospektering.